# لو لين (لاعب تنس الطاولة)
لو لين (بالصينية: 吕林) هو لاعب تنس الطاولة صيني، ولد في 6 أبريل 1969 في نلينغ في الصين.

## وصلات خارجية
- لو لين على موقع منظمة تنس الطاولة العالمي (الإنجليزية)
- لو لين على موقع أوليمبيديا (الإنجليزية)